# Julian Khol

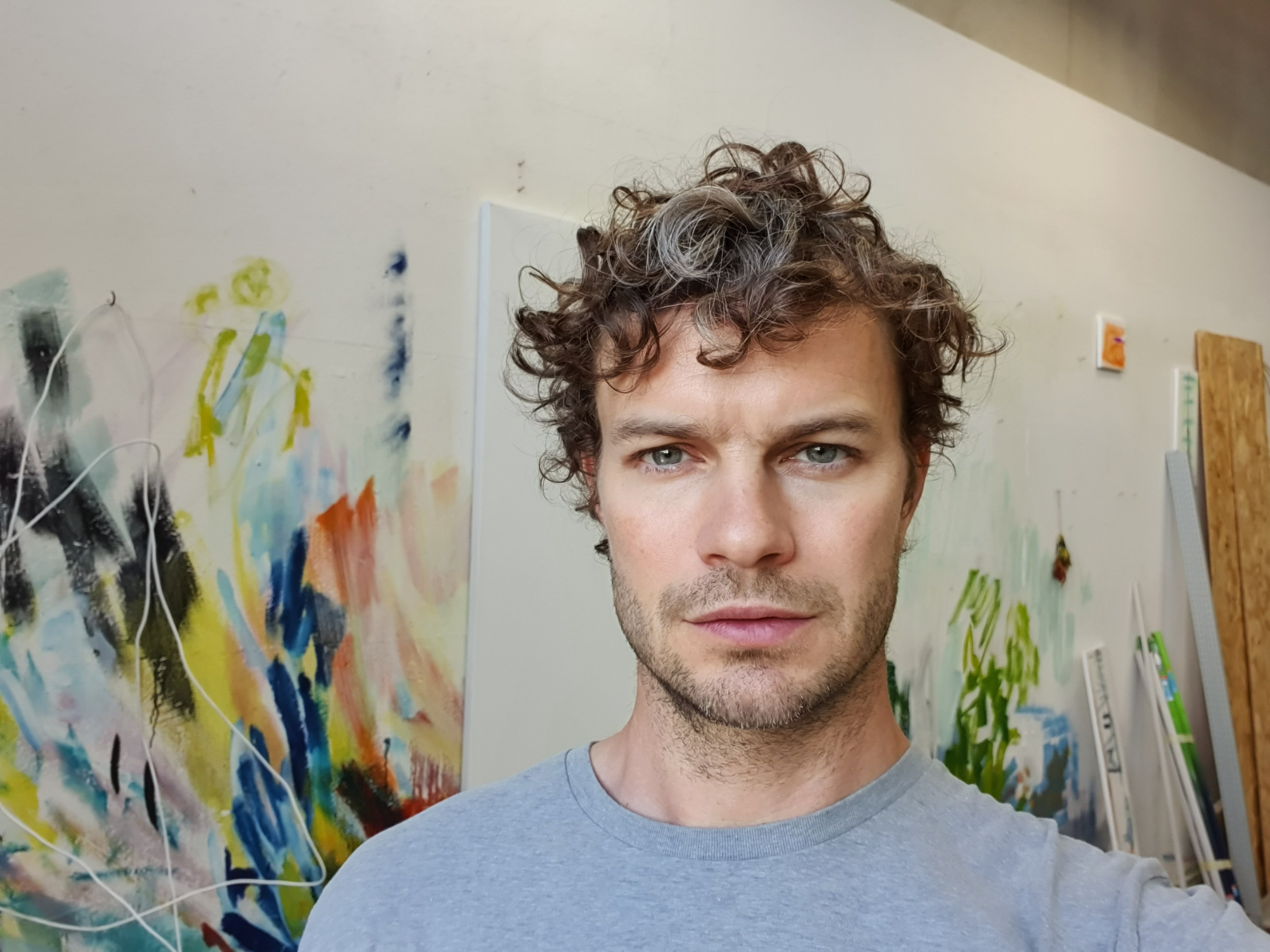
Julian Khol (2020)

Julian Khol (* 1979 in Wien) ist ein österreichischer bildender Künstler. Er lebt und arbeitet in Wien und Köln.

## Leben
Julian Khol, Sohn des ehemaligen Nationalratspräsidenten Andreas Khol, wurde zunächst um das Jahr 2000 als Model für Top-Modedesigner in der Öffentlichkeit bekannt. 2004 begann er seine künstlerische Ausbildung in der Klasse von Christian Ludwig Attersee an der Universität für Angewandte Kunst. 2009 wechselte er in die Klasse von Herbert Brandl an der Kunstakademie Düsseldorf. 2011 beendete er sein Studium mit dem Diplom als Meisterschüler Brandls.
Seit Juni 2012 ist er mit der Fernsehmoderatorin Nazan Eckes verheiratet. Das Paar hat zwei Söhne. Der erste Sohn wurde  am 3. Oktober 2014 und der zweite im Jahr 2016 geboren.  Im Oktober 2022 wurde bekannt, dass sich Eckes und Khol vor längerer Zeit, vermutlich bereits zwei Jahre zuvor, getrennt haben.

## Werk
Durch seine großformatigen Arbeiten erregte Julian Khol Aufsehen. Sein expressiver Strich und sein direkter reduzierter Farbauftrag gaben Anlass zu Verweisen der New Yorker Malerei der 1950er-Jahre sowie den expressiven Formen und Farben der Künstlergruppe Die Brücke der 1920er-Jahre in Berlin. Durch sein wiederholtes Experimentieren und radikale Sprünge innerhalb seiner Arbeit widersetzt sich sein Werk einer genauen Kategorisierung. Seine meist seriellen Arbeiten drehen sich format- und materialunabhängig um Körperstudien, Tiere, Masken und die Gesichtsbemalung der Ureinwohner Papua-Neuguineas sowie des traditionellen japanischen Theaters (Kyōgen, Kabuki und Bunraku). Immer wieder kehrt er auch zu den Landschaften seiner Heimat Österreich zurück.
Zu Khols Werk gehören ferner dreidimensionale vergoldete Skulpturen, die einem Gussbetonsockel entspringen. Seine Gemälde werden oftmals in eine Verbindung mit den Plastiken gestellt, wodurch der Fokus von der Leinwand losgelöst und in eine Symbiose mit den Skulpturen gebracht wird, so dass die Bilder der eigenen Zweidimensionalität entfliehen. Seine Malerei zeugt von einem expressiven, figurativen Stil und bewegt sich zwischen Gegenständlichkeit und Abstraktion.

## Ausstellungen (Auswahl)
- 2010 Gruppenausstellung „ferndiagnose“ F. Schramma Halle, Köln
- 2011 Einzelausstellung Österreichisches Kulturforum Istanbul
- 2011 Groupexhibition „3-day stand“ 3 days, 2 cities, many ways (at) brooklyn fire proof – Bushwick, USA
- 2012 Einzelausstellung „afalfa“ Österreichisches Kulturforum, Bratislava
- 2013 Ausstellung „brot und butter“ Galerie Mauroner, Salzburg[5]
- 2014 Ausstellung „wer steht, wenn alle sitzen“ Galerie-Breckner, Düsseldorf[6]
- 2015 Ausstellung “ArtAustria 2015”, HoGallery, Leopold Museum, MQ Wien, booth no 10
- 2016 Ausstellung “the plight of light, Wodka, Teer und Federn” with Herbert Brandl, Karl Osthaus Museum Hagen Germany (Katalog)
- 2017 Ausstellung „Things to do“, Galerie HAAS & GSCHWANDTNER Salzburg, Austria[7]
- 2017 Ausstellung Herbert Brandl und Julian Khol, Noah im Museum Glaspalast, Augsburg, Germany
- 2018 Ausstellung Florian Fausch und Julian Khol „Insight Inside“, Galerie HAAS & GSCHWANDTNER Salzburg, Austria[8]
- 2019 Ausstellung “memories of a broken heart”, Galerie Kandlhofer, Vienna, Austria
- 2019/20 Installation for art Basel Miami, “the closer we get”, The rooftop of the AC Hotel by Marriott Southbeach Miami Florida USA
- 2020 Ausstellung ''Geträumte Zukunft'', Haas & Gschwandtner Salzburg Galerie Austria[9]
- 2020 Gruppenausstellung ''the garden'', Galerie Kandlhofer Skulptur Garten, Klosterneuburg Austria

## Audio
- 2021 Julian Khol, Maler und Künstler. Gedanken. Ö1. Gestaltung: Gerhard Hafner[10]